# Musterovići
Musterovići (cyr. Мустеровићи) – wieś w Czarnogórze, w gminie Danilovgrad. W 2011 roku liczyła 7 mieszkańców.